# Queluz (Sao Tomé-et-Principe)
Pour les articles homonymes, voir Queluz.
Queluz est une localité de Sao Tomé-et-Principe située au nord de l'île de São Tomé, dans le district de Mé-Zóchi. C'est une ancienne roça.

## Population
Lors du recensement de 2012, 237 habitants y ont été dénombrés. 

## Roça
Elle est de type roça-avenida, avec des constructions organisées de part et d'autre d'un axe central. D'un côté, plutôt en hauteur, se trouvent la casa principal et l'hôpital, de l'autre les sanzalas (logements des travailleurs).

Photographies et croquis réalisés en 2011 mettent en évidence la disposition des bâtiments, leurs dimensions et leur état à cette date.